# Listă de povestiri după care s-au făcut filme
Listă de povestiri după care s-au făcut filme artistice:

## 0-9
| Povestire                                                           | Ecranizare                                        |
| ------------------------------------------------------------------- | ------------------------------------------------- |
| "12:01 PM" (1973), Richard A. Lupoff                                | 12:01 PM (1990) (film scurt) 12:01 PM (1993) (TV) |
| "1408" (1999), Stephen King                                         | 1408 (2007)                                       |
| "5135 Kensington" (1941–1942) (short vignette series), Sally Benson | Meet Me in St. Louis (1944)                       |

## A-E
| Povestire | Ecranizare |
| --- | --- |
| The Acid House, Irvine Welsh | The Acid House, 1998 |
| "The Adventure of the Empty House", Arthur Conan Doyle                                                                          | The Woman in Green, 1945 |
| "Air Raid", John Varley | Millennium, 1977 |
| "All That You Love Will Be Carried Away", Stephen King                                                                          | Dollar Baby films |
| "All You Zombies" (1959), Robert A. Heinlein                                                                                    | Predestination, 2014 |
| "Annabel Lee", Edgar Allan Poe                                                                                                  | The Avenging Conscience, 1914 |
| Apt Pupil, Stephen King | Apt Pupil, 1998 |
| "Ate, Memos or the Miracle", James Lasdun                                                                                       | Sunday, 1997 |
| "Autopsy Room Four", Stephen King                                                                                               | Nightmares & Dreamscapes episode, 2006 |
| "Las Babas del Diablo" ("The Droolings of the Devil", in Las armas secretas), Julio Cortázar                                    | Blowup, 1966 |
| "Bad Time at Honda", Howard Breslin                                                                                             | Bad Day at Black Rock, 1955 |
| "The Basement Room", Graham Greene                                                                                              | The Fallen Idol, 1948 |
| "Basterd", F.W. Remmler | Bastard, 1940 |
| "The Bear Came Over the Mountain", Alice Munro                                                                                  | Away from Her, 2006 |
| "Beware of the Dog", Roald Dahl                                                                                                 | 36 Hours, 1965 |
| "The Bicentennial Man", Isaac Asimov                                                                                            | Bicentennial Man, 1999 |
| "The Birds", Daphne du Maurier                                                                                                  | The Birds, 1963 |
| "The Bishop's Wife" (1928), Robert Nathan                                                                                       | The Bishop's Wife (1947) The Preacher's Wife (1996) |
| "The Body Snatcher", Robert Louis Stevenson                                                                                     | The Body Snatcher, 1945 |
| "Bombaiyer Bombete", Satyajit Ray                                                                                               | Bombaiyer Bombete, 2003 |
| "The Boogeyman" (1973), Stephen King                                                                                            | The Boogeyman (1982) The Boogeyman (2010) |
| Books of Blood, (1985) Clive Barker                                                                                             | Rawhead Rex (1986), Lord of Illusions 1995, Candyman (1992–1999) (series), Candyman (1992), Candyman: Farewell to the Flesh (1995), Candyman 3: Day of the Dead (1999) (V), Book of Blood (2008), The Midnight Meat Train (2008) |
| Breakfast at Tiffany's, Truman Capote                                                                                           | Breakfast at Tiffany's, 1961 |
| "Brokeback Mountain", Annie Proulx                                                                                              | Brokeback Mountain, 2005 |
| "Brother Orchid", Richard Connell                                                                                               | Brother Orchid, 1940 |
| "The Call of Cthulhu", H. P. Lovecraft                                                                                          | The Call of Cthulhu, 2005 |
| "The Call of the Canyon", Zane Grey                                                                                             | The Call of the Canyon, 1923 |
| The Case of Charles Dexter Ward, H. P. Lovecraft                                                                                | The Haunted Palace, 1963 ; The Resurrected, 1992 |
| "The Casuarina Tree", (1926) W. Somerset Maugham, The Letter (1929) The Letter (1940, The Letter (1969), The Letter (1982) (TV) | |
| "The Cathedral", Jacek Dukaj | The Cathedral (Katedra), 2002 |
| "Le chandail de hockey", Roch Carrier                                                                                           | The Sweater, or Le Chandail, 1980 |
| "The Chess Players", Munshi Premchand                                                                                           | Shatranj Ke Khilari, 1977 |
| "Children of the Corn", Stephen King                                                                                            | Children of the Corn, (1984); Children of the Corn, (2009) |
| "Children on Their Birthdays", Truman Capote                                                                                    | Children on Their Birthdays, 2002 |
| "A Christmas Carol", Charles Dickens                                                                                            | An All Dogs Christmas Carol, ; An American Carol, 2008 ; Bah, Humduck! A Looney Tunes Christmas, 2006 ; Barbie in a Christmas Carol, 2008 ; Bugs Bunny's Christmas Carol, 1979 ; A Carol Christmas, 2003 ; Carol for Another Christmas, 1964 ; A Christmas Carol, 1908, 1910, 1938, 1971, 1982, 1984, 1997, 1999, 2000, 2004, 2006 ; Christmas Carol: The Movie, 2001 ; Ebenezer, 1997 ; A Flintstones Christmas Carol, 1994 ; Mickey's Christmas Carol, 1983 ; Mister Magoo's Christmas Carol, 1964 ; The Muppet Christmas Carol, 1992 ; Rich Little's Christmas Carol, 1978 ; Scrooge, 1935, 1951, 1970 ; Scrooged, 1988 ; The Stingiest Man In Town, 1978 |
| "The Christmas Cross", Max Lucado                                                                                               | Christmas Child, 2003 |
| "Cool Air", H. P. Lovecraft | Cool Air, 1999 |
| The Corsican Brothers, Alexandre Dumas                                                                                          | The Corsican Brothers, 1898; The Corsican Brothers, 1912; The Corsican Brothers, 1915; The Corsican Brothers, 1920; The Corsican Brothers, 1941; Start the Revolution Without Me, 1970; Cheech and Chong's The Corsican Brothers, 1984 |
| "Criminal Mark", John and Ward Hawkins                                                                                          | Crime Wave, 1954 |
| "The Curious Case of Benjamin Button", F. Scott Fitzgerald                                                                      | The Curious Case of Benjamin Button, 2008 |
| "D. P.", Kurt Vonnegut | Displaced Person, 1985 |
| "The Dead", James Joyce | The Dead, 1987 |
| "The Devil and Daniel Webster", Stephen Vincent Benét                                                                           | The Devil and Daniel Webster (1941) Shortcut to Happiness (2003) |
| "The Dock Walloper", John Monk Saunders                                                                                         | The Docks of New York, 1928 |
| "Don Juan DeMarco and the Centerfold", Jeremy Leven                                                                             | Don Juan DeMarco, 1995 |
| "Double Indemnity", James M. Cain                                                                                               | Double Indemnity, 1944 |
| "The Duel", Joseph Conrad | The Duellists, 1977 |
| "Eight O'Clock in the Morning", Ray Nelson                                                                                      | They Live, 1988 |
| "Empire of the Ants", H. G. Wells                                                                                               | Empire of the Ants, 1977 |

### F-L
| Povestire                                                                                         | Ecranizare |
| ------------------------------------------------------------------------------------------------- | --- |
| "Eisenheim the Illusionist" (1990), Steven Millhauser                                             | The Illusionist (2006) |
| El Fantasma (The Ghost) (1942), Wenceslao Fernández Flórez                                        | El destino se disculpa (1945) |
| "The Fall of the House of Usher" (1839), Edgar Allan Poe                                          | La chute de la maison Usher (1928) The Fall of the House of Usher (1928) The Fall of the House of Usher (1949) House of Usher (1960) Mystery and Imagination: The Fall of the House of Usher (1966) (TV) Satanás de todos los horrores (1974) The Fall of the House of Usher (1979) Histoires extraordinaires: La chute de la maison Usher (1981) (TV) The Fall of the House of Usher (a.k.a. Revenge in the House of Usher) (1982) (TV) Zánik domu Usheru (1982) The House of Usher (1989) Usher (2004) The House of Usher (2006) House of Usher (2008) |
| A Far-Off Place (1974), Laurens van der Post                                                      | A Far Off Place (1993) |
| "Farewell to the Master" (1940), Harry Bates                                                      | The Day the Earth Stood Still (1951) The Day the Earth Stood Still (2008) |
| "The Fashion Plate by Harry Collins and Warren Duff." (1932) Harry Collins and Warren B. Duff     | Fashions of 1934 (1934) |
| "The Five Fragments" (1932), George Bell Dyer                                                     | Fog Over Frisco (1934) |
| "Floating Water" (1996), Koji Suzuki                                                              | Dark Water (2002) Dark Water (2005) |
| "Flowers for Algernon" (1958) (written) (1959) (published), Daniel Keyes                          | Flowers for Algernon (1960) (TV) Charly (1968) Molly (1999) Flowers for Algernon (2000) (TV) Algernon ni Hanataba wo (2002) (TV) Des fleurs pour Algernon (2006) (TV) |
| "The Fly" (1957), George Langelaan                                                                | The Fly (1958) * Return of the Fly (1959) ** Curse of the Fly (1965) The Fly (1986) * The Fly II (1989) |
| "The Fog Horn" (1952), Ray Bradbury                                                               | The Beast from 20,000 Fathoms (1953) |
| The Forged Coupon (1902–1904) (written), (1912) (written), Leo Tolstoy                            | L'Argent (1983) |
| For Your Eyes Only (1960), Ian Fleming * "Risico" (1960), Ian Fleming                             | For Your Eyes Only (1981) |
| The Fox (1923), D. H. Lawrence                                                                    | The Fox (1967) |
| "From Beyond" (1934), H. P. Lovecraft                                                             | From Beyond (1986) |
| "From a View to a Kill" (1960), Ian Fleming                                                       | A View to a Kill (1985) |
| "A Gentle Creature" (a.k.a. "Кроткая", "Krotkaya" lit. "The Meek One") (1876), Fyodor Dostoyevsky | Krotkaya (1962) Une femme douce (1969) Łagodna (1995) Nazar (1989) The Shade (1963) |
| "The Golden Man" (1953), Philip K. Dick                                                           | Next (2007) |
| "Ghost Walker" (2004), Ian MacKenzie Jeffers                                                      | The Grey (2012) |
| "The Gift of Cochise" (1952), Louis L'Amour                                                       | Hondo (1953) |
| Goodbye, Columbus (1959), Philip Roth                                                             | Goodbye, Columbus (1969) |
| "Graveyard Shift" (1970), Stephen King                                                            | Graveyard Shift (1990) |
| "The Greatest Gift" (1939) (written), (1943) (published), Philip Van Doren Stern                  | It's a Wonderful Life (1946) It Happened One Christmas (1977) (TV) Clarence (1990) (TV) |
| "Gun Crazy" (1940), MacKinlay Kantor                                                              | Gun Crazy (1950) |
| "Happy Dan, the Whistling Dog" (1943), Ward Greene                                                | Walt Disney's Lady and the Tramp (1955–2000) (series) Lady and the Tramp (1955) * Lady and the Tramp II: Scamp's Adventure (2000) |
| "The Hairless Mexican" (1928), W. Somerset Maugham                                                | Secret Agent (1936) |
| "Harrison Bergeron" (1961), Kurt Vonnegut Jr.                                                     | Between Time and Timbuktu (1972) Harrison Bergeron (1995) (TV) Harrison Bergeron (2006) (film scurt) 2081 (2009) (film scurt) |
| Heart of Darkness (1899) (serial), (1903) (novel), Joseph Conrad                                  | Heart of Darkness (1958) (TV) Apocalypse Now (1979) Hearts of Darkness: A Filmmaker's Apocalypse (1991) Heart of Darkness (1993) (TV) |
| "Hearts in Atlantis" (1999), Stephen King                                                         | Hearts in Atlantis (2001) |
| "Heartbreak" (1940), Leslie Bush-Fekete                                                           | Appointment for Love (1941) |
| "Heavenly Shades of Night are Falling" (1999), Stephen King                                       | Hearts in Atlantis (2001) |
| The Hellbound Heart (1986), Clive Barker                                                          | Hellraiser (1987–present) (series) Hellraiser (1987) * Hellbound: Hellraiser II (1988) ** Hellraiser III: Hell on Earth (1992) *** Hellraiser: Bloodline (1996) **** Hellraiser: Inferno (2000) ***** Hellraiser: Hellseeker (2002) ****** Hellraiser: Deader (2005) ******* Hellraiser: Hellworld (2005) ******** Hellraiser: Revelations (2011) |
| "Le Horla" ("The Horla") (1887), Guy de Maupassant                                                | Diary of a Madman (1963) |
| "A Horse for Mrs. Custer" (1955), Glendon Swarthout                                               | 7th Cavalry (1956) |
| "Impostor" (1953), Philip K. Dick                                                                 | Impostor (2002) |
| "In Conference" (1933), Vera Caspary                                                              | Private Scandal (1934) |
| "The Interruption" (1925), W.W. Jacobs                                                            | Footsteps in the Fog (1955) |
| Inventing the Abbotts (1987), Sue Miller                                                          | Inventing the Abbotts (1997) |
| The Invisible Man (1897) (serial/novella), H. G. Wells                                            | The Invisible Man (1933–1951) (series) The Invisible Man (1933) * The Invisible Man Returns (1940) ** The Invisible Woman (1940) *** Invisible Agent (1942) **** The Invisible Man's Revenge (1944) ***** Abbott and Costello Meet the Invisible Man (1951) Tomei Ningen (1954) The New Invisible Man (1957) The Amazing Transparent Man (1960) Mad Monster Party (1967) The Invisible Woman (1983) (TV) Человек-невидимка (Chelovek-nevidimka, The Invisible Man) (1984) Son of the Invisible Man (segment of the film Amazon Woman on the Moon) (1987) Memoirs of an Invisible Man (1992) Hollow Man (2000) * Hollow Man 2 (2006) The Invisible Man (2013) |
| "It Had to Be Murder" (1942), Cornell Woolrich                                                    | Rear Window (1954) Rear Window (1998) (TV) |
| "Jan of the Jungle" (1931), Otis Adelbert Kline                                                   | The Call of the Savage (1935) |
| "Johnny Mnemonic" (1981), William Gibson                                                          | Johnny Mnemonic (1995) |
| Junior Miss (1941), Sally Benson                                                                  | Junior Miss (1945) |
| "The Killers" (1927), Ernest Hemingway                                                            | The Killers (1946) The Killers (1956) The Killers (1964) |
| "Killing a Mouse on Sunday" (1961), Emeric Pressburger                                            | Behold a Pale Horse (1964) |
| "The King of the Elves" (1953), Philip K. Dick                                                    | King of the Elves (2014) |
| "Ladies in Lavender" (1908) William Locke                                                         | Ladies in Lavender (2004) Charles Dance |
| "The Lady with the Dog" (rusă "Дама с собачкой", "Dama s sobachkoy") (1899), Anton Chekhov        | The Lady with the Dog (1960) Dark Eyes (1987) |
| The Langoliers (1990), Stephen King                                                               | The Langoliers (1995) (TV) (mini) |
| "The Lawnmower Man" (1975), Stephen King                                                          | Dollar Baby - The Lawnmower Man: A Suburban Nightmare (1987) The Lawnmower Man (1992) * Lawnmower Man 2: Beyond Cyberspace (1996) |
| "The Ledge" (1976), Stephen King                                                                  | Cat's Eye (1985) |
| "The Legend of Sleepy Hollow" (1820), Washington Irving (as Geoffrey Crayon)                      | The Headless Horseman (1922) The Adventures of Ichabod and Mr. Toad (1949) The Legend of Sleepy Hollow (1980) The Legend of Sleepy Hollow (1988) (TV) The Legend of Sleepy Hollow (1999) (TV) Sleepy Hollow (1999) The Night of the Headless Horseman (1999) The Haunted Pumpkin of Sleepy Hollow (2003) The Hollow (2004) |
| "Leiningen Versus the Ants" (1938), Carl Stephenson                                               | The Naked Jungle (1954) |
| "Lisbon" (1950), Martin Rackin                                                                    | Lisbon (1956) |
| "Little Bear Bongo" (1936), Sinclair Lewis                                                        | Fun and Fancy Free (1947) |
| "The Loneliness of the Long Distance Runner" (1959), Alan Sillitoe                                | The Loneliness of the Long Distance Runner (1962) |
| "Lot No. 249" (1892), Sir Arthur Conan Doyle                                                      | Tales from the Darkside: The Movie (1990) (as Lot 249) |
| "The Luck of Roaring Camp" (1868), Bret Harte                                                     | The Luck of Roaring Camp (1909) The Luck of Roaring Camp (1911) Four of the Apocalypse (1975) |
| "The Lurking Fear" (1922) (written), (1923) (published), H. P. Lovecraft                          | Dark Heritage (1989) The Lurking Fear (1994) Bleeders (1997) |

### M-R
| Povestire | Ecranizare |
| --- | --- |
| "Madame la Gimp" (1929), Damon Runyon                                                                                         | Lady for a Day (1933) Pocketful of Miracles (1961) Miracles (1989) |
| "Madman's Holiday" (1943), Fredric Brown                                                                                      | Crack-Up (1946) |
| "The Man Who Would Be King" (1888), Rudyard Kipling                                                                           | The Man Who Would Be King (1975) |
| "The Man Who Could Work Miracles" (1898), H.G. Wells                                                                          | The Man Who Could Work Miracles (1936) |
| "A Man Without a Country" (1939), Noel Monkman                                                                                | The Power and the Glory (1941) |
| "The Mangler" (1972), Stephen King                                                                                            | The Mangler (1995) * The Mangler 2 (2001) ** The Mangler Reborn (2005) |
| "Memento Mori" (1996), Jonathan Nolan                                                                                         | Memento (2000) |
| "Mimsy Were the Borogoves" (1943), Lewis Padgett                                                                              | The Last Mimzy (2007) |
| "The Minority Report" (1956), Philip K. Dick                                                                                  | Minority Report (2002) |
| "Miss Thompson" (a.k.a. "Rain") (1951), W. Somerset Maugham                                                                   | Sadie Thompson (1928) Rain (1932) Dirty Gertie from Harlem U.S.A.(1946) Miss Sadie Thompson (1953) |
| The Mist (1980), Stephen King                                                                                                 | The Mist (2007) |
| "Morpho Eugenia" (1992), A. S. Byatt                                                                                          | Angels & Insects (1996) |
| "The Most Dangerous Game" (1924), Richard Connell                                                                             | The Most Dangerous Game (1932) A Game of Death (1945) The Dangerous Game (1953) Run for the Sun (1956) Bloodlust! (1961) The Naked Prey (1965) The Woman Hunt (1973) Mottomo kiken na yuugi (1978) Turkey Shoot (1982) Slave Girls from Beyond Infinity (1987) Deadly Prey (1988) Lethal Woman (1988) Death Ring (1992) Hard Target (1993) Surviving the Game (1994) The Pest (1997) The Tournament (2009) Naked Fear (2007) Taxidermy (2011) |
| "Night Bus" (1933), Samuel Hopkins Adams                                                                                      | It Happened One Night (1934) You Can't Run Away from It (1956) |
| "The Night Flier" (1988), Stephen King                                                                                        | The Night Flier (1997) |
| "Nightmare at 20,000 Feet" (1962) (written), (1984) (published), Richard Matheson                                             | Twilight Zone: The Movie (1983) (as Segment #3) |
| "Not After Midnight" Daphne du Maurier                                                                                        | Don't Look Now (1973) |
| "The Nutcracker and the Mouse King" (1816), E. T. A. Hoffmann                                                                 | Fantasia (1940) (as Segment #2) The Enchanted Nutcracker (1961) The Nutcracker (1965) (TV) Schelkunchik (Rusia: The Nutcracker) (1973) Nutcracker Fantasy (1979) Nutcracker: The Motion Picture (1986) Care Bears Nutcracker Suite (1988) (TV) The Nutcracker Prince (1990) George Balanchine's The Nutcracker (1993) The Nutcracker (1993) The Nuttiest Nutcracker (1999) Barbie in the Nutcracker (2001) The Nutcracker and the Mouse King (2004) Tom and Jerry: A Nutcracker Tale (2007) The Secret of the Nutcracker (2007) The Nutcracker in 3D (2010) The Nutcracker and the Mouse King (2012) |
| "Octopussy and The Living Daylights" (1966), Ian Fleming                                                                      | Octopussy (1983) The Living Daylights (1987) |
| "Odd Thursday" (1932), Vera Caspary                                                                                           | Such Women Are Dangerous (1934) |
| "Opera Hat" (1935), Clarence Budington Kelland                                                                                | Mr. Deeds Goes to Town (1936) Mr. Deeds (2002) |
| "Out of the Blue" (1947), Vera Caspary                                                                                        | Out of the Blue (1947) |
| "The Outcasts of Poker Flat" (1869), Bret Harte                                                                               | The Outcasts of Poker Flats (1937) The Outcasts of Poker Flats (1957) Four of the Apocalypse (1975) |
| "The Outsider" (1926), H. P. Lovecraft                                                                                        | Castle Freak (1995) |
| "The Palace Thief" (1994), Ethan Canin                                                                                        | The Emperor's Club (2002) |
| "Paycheck" (1953), Philip K. Dick                                                                                             | Paycheck (2003) |
| "Pete's Dragon" (1956), Seton I. Miller                                                                                       | Pete's Dragon (1977) |
| "The Postmaster" (a.k.a. "The Post Office") (1914) * "Monihara (The Lost Jewels)" (1891) ** "Samapti (The Conclusion)" (1892) | Teen Kanya (Two Daughters) (1961) |
| "The Princess of Montpensier" (1662), Madame de La Fayette                                                                    | The Princess of Montpensier (2011) |
| "Quitters, Inc." (1978), Stephen King                                                                                         | Cat's Eye (1985) No Smoking (2007) |
| "The Racer" (1956), Ib Melchior                                                                                               | Death Race 2000 (1975) * Deathsport (1978) Death Race (2008) * Death Race 2 (2011) (prequel to above) ** Death Race 3: Inferno (2012) |
| "The Raft" (1982), Stephen King                                                                                               | Creepshow 2 (1987) |
| "Random Quest" (1961), John Wyndham                                                                                           | Quest for Love (1971) Random Quest (2006) |
| "The Reign of the Superman" (1933), Jerry Siegel (as Herbert S. Fine)                                                         | Superman franchise (1938–present) |
| "The Return" (1897) (written) (1898) (published), Joseph Conrad                                                               | Gabrielle (2005) |
| Riding the Bullet (2000), Stephen King                                                                                        | Riding the Bullet (2004) |
| "Rita Hayworth and Shawshank Redemption" (1982), Stephen King                                                                 | The Shawshank Redemption (1994) |
| "Roller Ball Murder" (1973), William Harrison                                                                                 | Rollerball (1975) Rollerball (2002) |
| Rope Burns: Stories from the Corner (2000) (collection), F.X. Toole                                                           | Million Dollar Baby (2004) |
| "Ruidoso" (1974), John McPhee                                                                                                 | Casey's Shadow (1978) |
| "Rust and Bone" (2005) (collection), Craig Davidson                                                                           | Rust and Bone (2012) |

### S-Z
| Povestire                                                                              | Ecranizare |
| -------------------------------------------------------------------------------------- | --- |
| "Sardonicus" (1961), Ray Russell                                                       | Mr. Sardonicus (1961) |
| "Second Variety" (1953), Philip K. Dick                                                | Screamers (1995) * Screamers: The Hunting (2009) |
| "The Secret Life of Walter Mitty" (1939), James Thurber                                | The Secret Life of Walter Mitty (1947) The Secret Life of Walter Mitty (2013) |
| Secret Window, Secret Garden (1990), Stephen King                                      | Secret Window (2004) |
| The Swimmer (1964), John Cheever                                                       | The Swimmer (1968) |
| The Seed and the Sower (1963), Laurens van der Post                                    | Merry Christmas, Mr. Lawrence (1983) |
| "The Sentinel" (a.k.a. "Sentinel of Eternity") (1951), Arthur C. Clarke                | 2001: A Space Odyssey (1968) |
| "The Shadow Over Innsmouth" (1936), H. P. Lovecraft                                    | Lemora (1973) Dagon (2001) Cthulu (2007) |
| "Shopgirl" (2000), Steve Martin                                                        | Shopgirl (2005) |
| "The Short Happy Life of Francis Macomber" (1936), Ernest Hemingway                    | The Macomber Affair (1947) |
| "A Situation of Gravity" (1957), Samuel W. Taylor                                      | The Absent-Minded Professor (1961) * Son of Flubber (1963) The Absent-Minded Professor (1988) (TV) * The Absent-Minded Professor: Trading Places (1989) (TV) Flubber (1997) |
| "The Snows of Kilimanjaro" (1936), Ernest Hemingway                                    | The Snows of Kilimanjaro (1952) The Snows of Kilimanjaro (2011) |
| "The Sobbin' Women" (1938), Stephen Vincent Benét                                      | Seven Brides for Seven Brothers (1954) |
| "Sometimes They Come Back" (1974), Stephen King                                        | Sometimes They Come Back (1991) (TV) * Sometimes They Come Back... Again (1996) (TV) ** Sometimes They Come Back... for More (1998) (TV) |
| "Spurs" (1923), Tod Robbins                                                            | Freaks (1932) |
| "St. Dragon and the George" (1957), Gordon R. Dickson                                  | The Flight of Dragons (1982) (TV) |
| "The Statement of Randolph Carter" (1920), H. P. Lovecraft                             | The Unnamable II: The Statement of Randolph Carter (1993) 13:de mars, 1941 (2004) Kammaren (2007) The Testimony of Randolph Carter (2009) |
| "Steel" (1956), Richard Matheson                                                       | Real Steel (2011) |
| "A Story Like the Wind" (1972), Laurens van der Post                                   | A Far Off Place (1993) |
| "Suburbs" (1930), Vera Caspary                                                         | Scandal Street (1938) |
| "Super-Toys Last All Summer Long" (1969), Brian Aldiss                                 | A.I. Artificial Intelligence (2001) |
| "Tales of the South Pacific" (1947), James A. Michener                                 | South Pacific (1958) South Pacific (2001) |
| "There Shall Be No Darkness" (1950), James Blish                                       | The Beast Must Die (1974) |
| "The Third Man" (1948), Graham Greene                                                  | The Third Man (1949) |
| "The Thought Monster" (1930), Amelia Reynolds Long                                     | Fiend Without a Face (1958) |
| "Tonī Takitani" (1990), Haruki Murakami                                                | Tony Takitani (2004) |
| "Toomai of the Elephants" (1894), Rudyard Kipling                                      | Elephant Boy (1937) |
| "The Traitor" (1928), W. Somerset Maugham                                              | Secret Agent (1936) |
| "Traumnovelle" ("Dream Story") (1925–1926) (serial), (1926) (novel), Arthur Schnitzler | Eyes Wide Shut (1999) |
| "Troll Bridge" (written 1991, published 1992), Terry Pratchett                         | Troll Bridge (TBA 2013) |
| "Trucks" (1973), Stephen King                                                          | Maximum Overdrive (1986) Trucks (1997) (TV) |
| The Turn of the Screw (1898), Henry James                                              | Matinee Theater (1957) The Turn of the Screw (1959/I) (TV) The Turn of the Screw (1959/II) (TV) The Innocents (1961) * The Nightcomers (1971) (prequel to above) Die sündigen Engel (1962) (TV) Le tour d'écrou (1974) (TV) The Turn of the Screw (1974/I) (TV) The Turn of the Screw (1982) (TV) Otra vuelta de tuerca (1985) Nightmare Classics: The Turn of the Screw (1989) (TV) The Turn of the Screw - Die Drehung der Schraube (1990) (TV) [The Turn of the Screw (1992) The Turn of the Screw (1994) The Haunting of Helen Walker (a.k.a. The Turn of the Screw) (1995) (TV) Presence of Mind (1999) The Turn of the Screw (1999) (TV) Le tour d'écrou (2001) (TV) The others (2001) The Turn of the Screw (2003) In a Dark Place (2006) The Turn of the Screw (2009/I) (TV) The Turn of the Screw 3D (2013) |
| "Two Bad Hats" (1937), Monckton Hoffe                                                  | The Lady Eve (1941) The Birds and the Bees (1956) |
| "The Undefeated" (1996), Irvine Welsh                                                  | Ecstasy (2009) |
| Up at the Villa (1941), W. Somerset Maugham                                            | Up at the Villa (2000) |
| "The Vessel of Wrath" (1931), W. Somerset Maugham                                      | Vessel of Wrath (1938) The Beachcomber (1954) The Vessel of Wrath (1970) (TV) Wilson's Reward (1980) (TV) |
| The Virgin and the Gypsy (1926) (written), (1930) (published), D. H. Lawrence          | The Virgin and the Gypsy (1970) |
| "The Wax Works" (1930), Charles Spencer Belden                                         | Mystery of the Wax Museum (1933) House of Wax (1953) House of Wax (2005) |
| "We Can Remember It for You Wholesale" (1966), Philip K. Dick                          | Total Recall (1990) Total Recall (2012) |
| "We Don't Live Here Anymore" (1975) * "Adultery" (1977)                                | We Don't Live Here Anymore (2004) |
| "Weeds" (1976), Stephen King                                                           | Creepshow (1982) |
| "Where Are You Going, Where Have You Been?" (1966), Joyce Carol Oates                  | Smooth Talk (1985) |
| "White Nights" (1848), Fyodor Dostoyevsky                                              | White Nights (1959) Le notti bianche (1957) Chhalia (1960) Four Nights of a Dreamer (1971) شب های روشن (The White Nights) (2002) Iyarkai (2003) Ahista Ahista (2006) Saawariya (2007) Two Lovers (2009) |
| "Who Am I This Time?" (1961), Kurt Vonnegut                                            | Who Am I This Time? (1982) (TV) |
| "Who Goes There?" (1938), John W. Campbell, Jr.                                        | The Thing from Another World (1951) The Thing (1982) * The Thing (2011) (prequel to above) |
| "The Wisdom of Eve" (1946), Mary Orr                                                   | All About Eve (1950) |
| "Your Arkansas Traveler" (1955), Budd Schulberg                                        | A Face in the Crowd (1957) |
| "Youth Without Youth" ("Tinerețe fără tinerețe") (1976), Mircea Eliade                 | Youth Without Youth (2007) |
| "Zorro" (1919–1959) (series), Johnston McCulley                                        | Zorro (1920–1925) (series) The Mark of Zorro (1920) * Don Q, Son of Zorro (1925) The Bold Caballero (1936) Zorro (1937–1949) (serials) Zorro Rides Again (1937) * Zorro's Fighting Legion (1939) ** Zorro's Black Whip (1944) *** Son of Zorro (1947) **** Ghost of Zorro (1949) The Mark of Zorro (1940) Disney's Zorro (1958–1959) (series) The Sign of Zorro (1958) * Zorro, the Avenger (1959) Zorro (1961) * The Shadow of Zorro (a.k.a. Zorro the Avenger) (1962) The Mark of Zorro (1974) (TV) La Gran Aventura Del Zorro (1974) Zorro (1975) Zorro, The Gay Blade (1981) Zorro (1998–2005) (series) The Mask of Zorro (1998) * The Legend of Zorro (2005) |
| "Zvezda" ("Zvezda"; or, "The Star") (1947), Emmanuil G. Kazakevich                     | Zvezda (The Star) (2002) |